# リック・アストリー

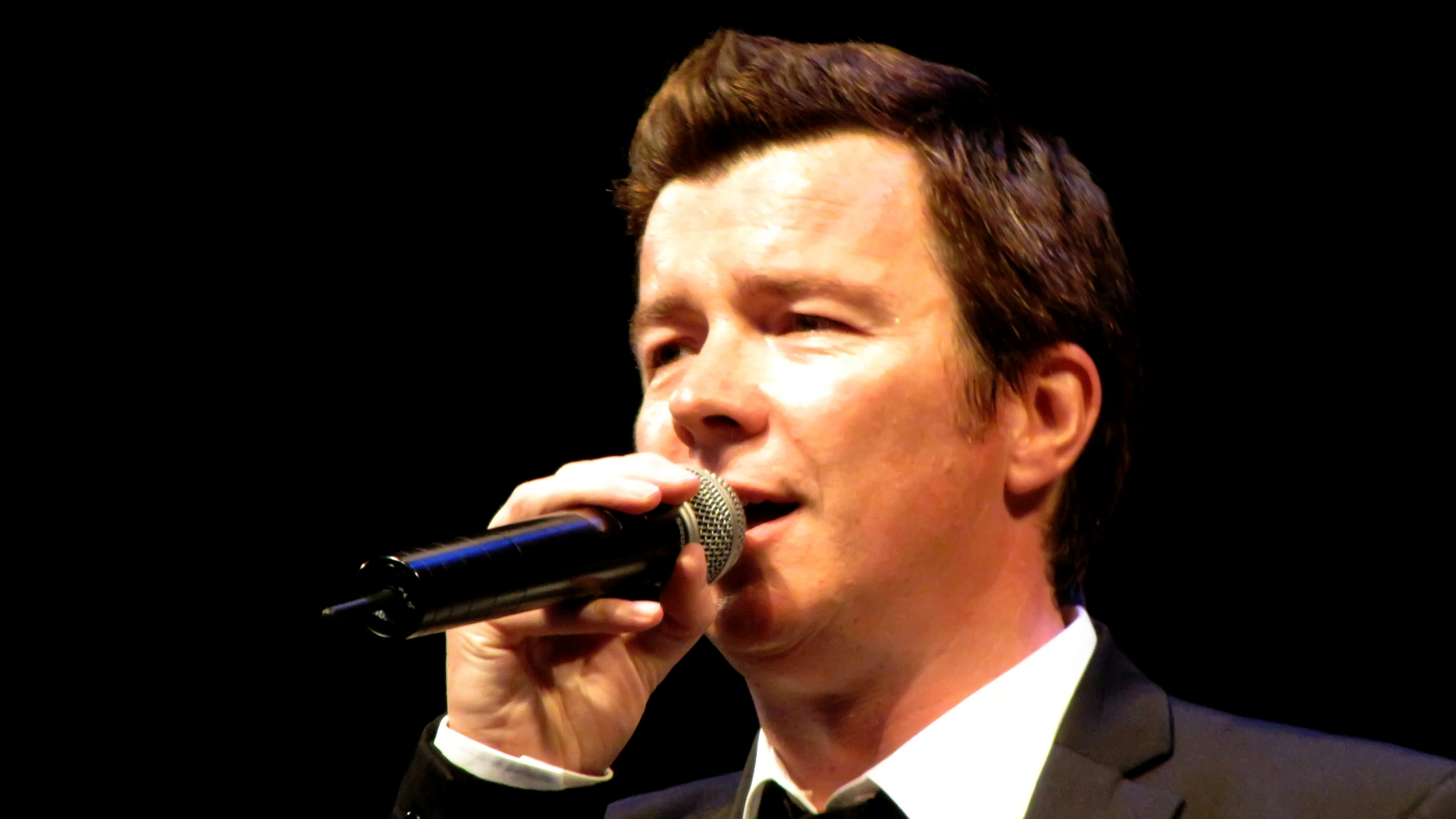
Astley performing in Copenhagen, Denmark, July 2009

リチャード・ポール・“リック”・アストリー（Richard Paul "Rick" Astley、1966年2月6日 - ）は、イギリスの歌手、シンガーソングライター。

## プロフィール
イングランドのランカシャー州で生まれ、歌手活動をしていたときに音楽プロデューサーのピート・ウォーターマンに見出される。華奢なルックスに似合わない、黒人のようなソウルフルな声が特徴である（これは当時「リッチー＆ビューティーな歌声」と言われていた）。
1987年にストック・エイトキン・ウォーターマンのプロデュースのもとでリリースした「Never Gonna Give You Up」と、それに続く「Together Forever」が世界的な大ヒットとなりスターダムにのし上がる。日本でもデビューアルバムの『Whenever You Need Somebody』がオリコン洋楽アルバムチャートで1988年4月18日付から3週連続1位を獲得するなどバブル景気真っ只中のディスコブームに乗り大ヒットとなり、数回に渡り来日しテレビ出演やライブを行ったほか、三ツ矢サイダーのテレビCMにも出演していたことがある。
1990年代に入り、『Free』や、ソウルフルな『Body & Soul』といったセルフプロデュースの意欲作を発表するも、しばらくの間は人気の低迷が続き、その後、子育てのために一時休業するが、2001年にポリドールよりリリースしたアルバム『Keep It Turned On』、そして1stシングル「Sleeping」、2ndシングル「Keep It Turned On」がドイツをはじめヨーロッパでヒットし、さらに2005年にリリースしたアルバム『Portrait』がイギリス国内チャートの26位にまで上がり、見事に人気が復活した。
「Never Too Much」などのディスコヒットで有名な、ルーサー・ヴァンドロスの大ファンで、リック・アストリーのソウルフルな歌声は、ルーサー・ヴァンドロスから影響を受けたと言われている。
2012年7月21日・22日放送のフジテレビの『FNS27時間テレビ 笑っていいとも! 真夏の超団結特大号!! 徹夜でがんばっちゃってもいいかな?』のテーマ曲に「Together Forever」が使用された（ただし番組で使用されたのはA. Kay-B.J.のカヴァーヴァージョンである）。2014年11月には25年ぶりの単独来日公演を行い、また、2015年にはフジテレビの『SMAP×SMAP』のコーナー「S-LIVE」（2月2日放送）に出演した。
2016年、アルバム『50』をリリース。デビューアルバムの『Whenever You Need Somebody』以来、約29年ぶりとなる全英アルバムチャート1位（初登場1位）を獲得した。2017年8月に来日しSUMMER SONICに出演。

## リックロール
2007年頃から、主に英語圏のインターネット掲示板「4chan」でリックロール（Rickroll）と呼ばれる引っ掛けが流行するようになった。これは興味を引くタイトルの動画をアップロードし（例えば映画本編の違法アップロードなど）、見た者がリンクをクリックすると、内容はリックの「Never Gonna Give You Up」の動画であるという、俗に「釣り動画」と呼ばれる悪戯である（日本においても山口弘美の「私の彼はジャイアンツファン」の動画がこれに近い使われ方をすることがある）。
悪戯に使われてしまったものの幸いにもこのリックロール現象により、その声質と歌唱力が再評価されることとなった。2008年には同楽曲が全英シングルチャートで73位に再チャートインした。ほかにも、2008年のMTVヨーロッパ・ミュージック・アワードにおいてインターネットからの大量の投票により「Best Act Ever（史上最高のアーティスト賞）」を受賞するなどしている。
上述の通り、リック・アストリーは2017年8月20日のサマーソニック東京に出演しているが、彼自身のステージ終了後、同日のヘッドライナーのフー・ファイターズのステージに飛び入り参加し、「Never Gonna Give You Up」を熱唱した。これは、リックロールのブームの際、同曲とニルヴァーナ（フー・ファイターズのフロントマン、デイヴ・グロールはこのバンドのドラマーだった）の大ヒット曲「スメルズ・ライク・ティーン・スピリット」がマッシュアップされたものが、ネット上で大流行したことにちなむ。

## 私生活
リック・アストリーはレーヌ・バウセガー(Lene Bausager 1965?-)と結婚しており、エミリー・アストリー(Emilie Astley)という娘が1992年に誕生している。

## ディスコグラフィー

### アルバム
| 年                                        | タイトル                   | アルバム詳細                                                                                        | チャート最高位 | チャート最高位 | チャート最高位 | チャート最高位 | チャート最高位 | チャート最高位 | チャート最高位 | チャート最高位 | チャート最高位 | チャート最高位 | 認定                                                   |
| 年                                        | タイトル                   | アルバム詳細                                                                                        | UK             | AUS            | AUT            | CAN            | GER            | NLD            | NZ             | SWE            | SWI            | US             | 認定                                                   |
| ----------------------------------------- | -------------------------- | --------------------------------------------------------------------------------------------------- | -------------- | -------------- | -------------- | -------------- | -------------- | -------------- | -------------- | -------------- | -------------- | -------------- | ------------------------------------------------------ |
| 1987                                      | Whenever You Need Somebody | - 全英売上: 120万枚                                                                                 | 1              | 1              | 3              | 2              | 1              | 2              | 3              | 2              | 2              | 10             | - UK: 4× プラチナ - CAN: 4× プラチナ - US: 2× プラチナ |
| 1988                                      | Hold Me in Your Arms       | - 発売日: 1988年11月26日 - レーベル: RCA - フォーマット: CD, LP, cassette - 全英売上: 30万枚        | 8              | 19             | 30             | 3              | 3              | 42             | 28             | 7              | 11             | 19             | - UK: プラチナ - CAN: 2× プラチナ - US: ゴールド       |
| 1991                                      | Free                       | - 発売日: 1991年3月12日 - レーベル: RCA - フォーマット: CD, LP, cassette - 全英売上: 10万枚         | 9              | 20             | 24             | 17             | 8              | 23             | —              | 16             | 26             | 31             | - UK: ゴールド                                         |
| 1993                                      | Body & Soul                | - 発売日: 1993年9月28日 - レーベル: RCA - フォーマット: CD, cassette                                | —              | —              | —              | —              | —              | —              | —              | —              | —              | 185            |                                                        |
| 2001                                      | Keep It Turned On          | - 発売日: 2001年12月3日 - レーベル: Cruz Music, Polydor - フォーマット: CD, LP                      | —              | —              | —              | —              | 56             | —              | —              | —              | —              | —              |                                                        |
| 2005                                      | Portrait                   | - 発売日: 2005年10月17日 - レーベル: RCA - フォーマット: CD, digital download                       | 26             | —              | —              | —              | —              | —              | —              | —              | —              | —              |                                                        |
| 2013                                      | My Red Book                | - 発売日: 2013年 - レーベル: Cruz Music - フォーマット: CD                                          | —              | —              | —              | —              | —              | —              | —              | —              | —              | —              |                                                        |
| 2016                                      | 50                         | - 発売日: 2016年6月10日 - レーベル: BMG - フォーマット: CD, LP, digital download - 全英売上: 30万枚 | 1              | —              | 41             | —              | 21             | 65             | —              | —              | 44             | —              | - UK: プラチナ                                         |
| 2018                                      | Beautiful Life             | - 発売日: 2018年7月13日 - Label: BMG - Formats: CD, LP, digital download                            | 6              | —              | 70             | —              | 40             | —              | —              | —              | 44             | —              |                                                        |
| 2023                                      | Are We There Yet?          | - 発売日: 2023年10月13日 - Label: BMG - Formats:                                                    | 2              | —              | -              | —              | 29             | —              | —              | —              | —              | —              |                                                        |
| "—"は未発売またはチャート圏外を意味する。 |                            | |                |                |                |                |                |                |                |                |                |                |                                                        |

### ベスト・アルバム
- 2000年 『Together Forever – Greatest Hits and More...（英語版）』
- 2002年 『Greatest Hits (Rick Astley album)（英語版）』
- 2003年 『The Best of Rick Astley（英語版）』
- 2004年 『Love Songs (Rick Astley album)（英語版）』
- 2004年 『The Platinum and Gold Collection – Rick Astley（英語版）』
- 2004年 『Artist Collection: Rick Astley（英語版）』
- 2006年 『Collections（英語版）』
- 2007年 『Together Forever – The Best of Rick Astley』
- 2008年 『Ultimate Collection (Rick Astley album)（英語版）』
- 2014年 『Greatest Hits（DVD付）』（来日記念盤）
- 2019年 『The Best of Me』

### リミックス・アルバム
- 1990年 『Dance Mixes（英語版）』
- 1999年 『12" Collection（英語版）』

### ビデオ作品
- 1990年 『Best Video Hits』
- 2004年 『Artist Collection Rick Astley』

### シングル
- 1987年 "When You Gonna（英語版）" （Lisa Carterとデュエット、シングルのみ） （Rick & Lisa名義）
- 1987年 "Never Gonna Give You Up"
- 1987年 "Whenever You Need Somebody"
- 1987年 "When I Fall in Love/My Arms Keep Missing You（英語版）"
- 1988年 "Don't Say Goodbye（英語版）"
- 1988年 "Together Forever"
- 1988年 "It Would Take a Strong Strong Man（英語版）"
- 1988年 "She Wants To Dance With Me（英語版）"
- 1988年 "Take Me to Your Heart（英語版）"
- 1989年 "Hold Me in Your Arms（英語版）"
- 1989年 "Giving Up on Love（英語版）"
- 1989年 "Ain't Too Proud to Beg"
- 1991年 "Cry for Help（英語版）"
- 1991年 "Move Right Out（英語版）"
- 1991年 "Never Knew Love（英語版）"
- 1993年 "Hopelessly（英語版）"
- 1994年 "The Ones You Love（英語版）"
- 2001年 "Sleeping（英語版）"
- 2002年 "Keep It Turned On（英語版）"
- 2010年 "Lights Out（英語版）"
- 2012年 "Superman"　10月22日 iTunes Music StoreやAmazon.co.jpなどで配信開始。
- 2012年 "Goodbye But Not The End"
- 2016年 "Keep Singing"
- 2016年 "Angels on My Side"
- 2018年 "She Makes Me(3 Wheel Mix)
- 2019年 "Giant"(Calvin Harris and Rag'n'Bone Manのカバー)
- 2019年 "Every One of Us"
- 2020年 "Everlong(Acoustic Version)" (Foo Fightersのカバー)
- 2020年 "Love this Christmas"
- 2021年 "Unwanted"

## 来日公演
1989年　JAPAN TOUR 1989
- 4月3日　福岡サンパレス
- 4月5日　愛知県体育館
- 4月8日　大阪城ホール
- 4月10日　札幌厚生年金会館
- 4月14日・15日　国立代々木競技場第一体育館

2006年　80's Dance Pop Summit（共演：Belinda Carlisle, Siniita, Michael Fortunati）
- 3月9日　大阪国際会議場（グランキューブ大阪）
- 3月11日・12日　東京国際フォーラムホールＡ

2014年　Together Forever JAPAN TOUR 2014（オープニングアクト：Hazell Dean）
- 11月12日・13日　Bunkamuraオーチャードホール
- 11月15日　神戸国際会館こくさいホール

2017年　SUMMERSONIC 2017
- 8月19日　舞洲SONIC PARK（舞洲スポーツアイランド）
- 8月20日　ZOZOマリンスタジアム＆幕張メッセ
- 8月21日　赤坂BLITZ（単独公演）